# Municipio de Zane
El municipio de Zane (en inglés: Zane Township) es un municipio ubicado en el condado de Logan en el estado estadounidense de Ohio. En el año 2010 tenía una población de 1140 habitantes y una densidad poblacional de 19,99 personas por km².

## Geografía
El municipio de Zane se encuentra ubicado en las coordenadas 40°16′33″N 83°35′25″O / 40.27583, -83.59028. Según la Oficina del Censo de los Estados Unidos, el municipio tiene una superficie total de 57.03 km², de la cual 57,03 km² corresponden a tierra firme y (0 %) 0 km² es agua.

## Demografía
Según el censo de 2010, había 1140 personas residiendo en el municipio de Zane. La densidad de población era de 19,99 hab./km². De los 1140 habitantes, el municipio de Zane estaba compuesto por el 97,19 % blancos, el 0,61 % eran afroamericanos, el 0,18 % eran asiáticos, el 0,88 % eran de otras razas y el 1,14 % eran de una mezcla de razas. Del total de la población el 1,4 % eran hispanos o latinos de cualquier raza.